# Strada militare

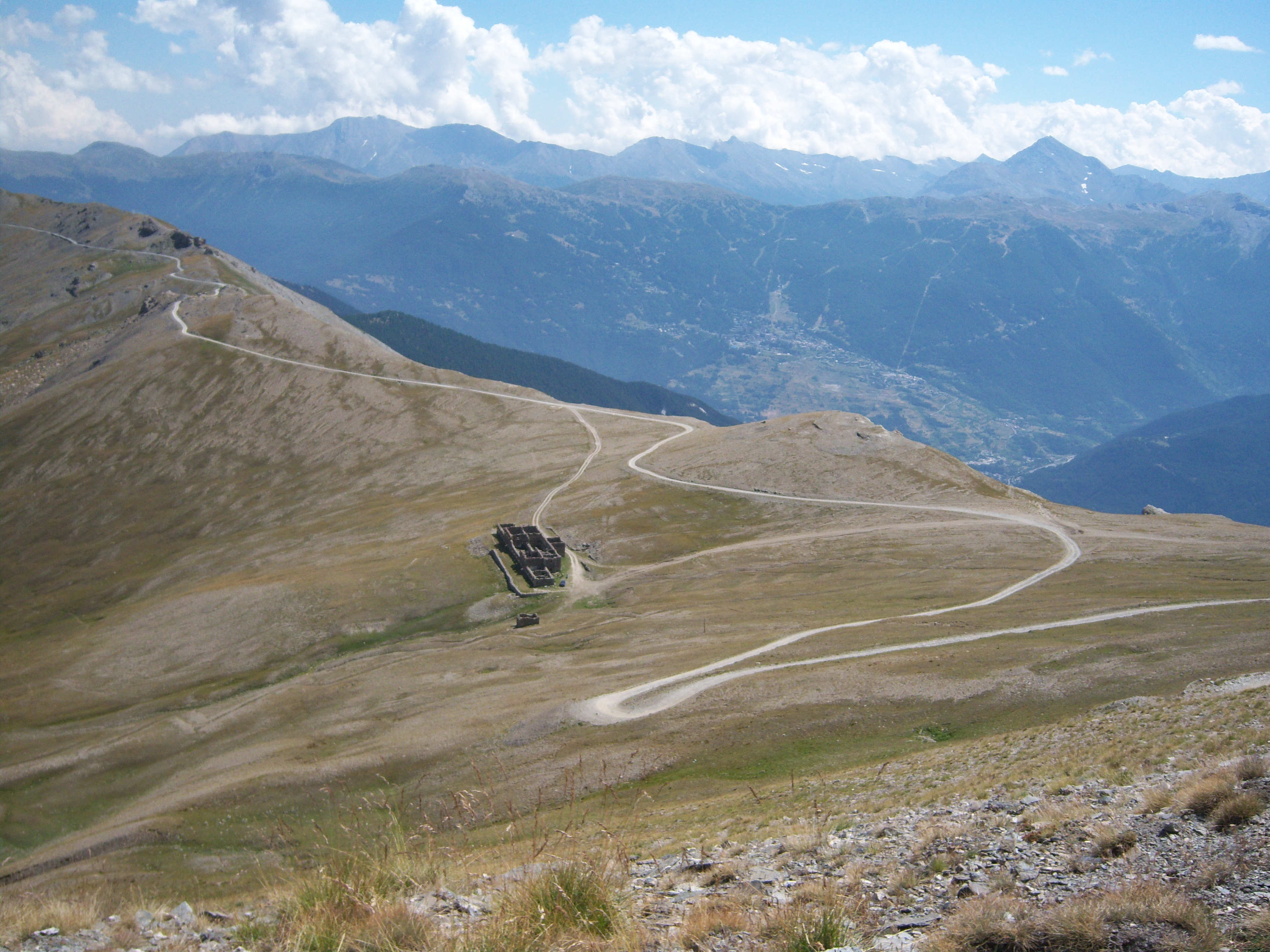
La strada militare Fenil-Pramand-Föens-Jafferau vista dal forte Jafferau verso il colle Basset

Una strada militare è una via o più in generale un percorso ad esclusivo uso di una o più forze militari di un determinato paese, che ne decide l'accesso e ne cura la manutenzione. Ha un'utilità strategica ed è generalmente posta in un'area di confine.
Molte strade militari sono state costruite a cavallo tra il 1800 e il 1900 per ragioni difensive e tra la prima e la seconda guerra mondiale e successivamente dismesse o adibite a uso civile.
In Italia la denominazione ha anche carattere ufficiale e l'articolo 2 del decreto legislativo 285/1992 stabilisce che l'ente proprietario è ritenuto il comando della regione militare territoriale.